# کونگسکا رکا
کونگسکا رکا (به صربی: Konjska Reka) یک منطقهٔ مسکونی در صربستان است که در بایینا باشتا واقع شده‌است. کونگسکا رکا ۱۱۲ نفر جمعیت دارد.